# 1055 pr. n. št.

## Rojstva
- Čeng, kralj dinastije Džov († 1021 pr. n. št.)